# Stanisław Tadeusz Skrzypek
Stanisław Tadeusz Skrzypek (ur. 29 maja 1911 w Świlczy, zm. 24 września 2007) – polsko-amerykański historyk, prawnik i ekonomista. 

## Życiorys
Był synem, pochodzącego ze Świlczy, Henryka Skrzypka, posła na Sejm Ustawodawczy z klubu PSL „Piast”. Ukończył prawo (1932 - starszy asystent katedry ekonomii) na Uniwersytecie im. Jana Kazimierza we Lwowie, tamże doktorat z ekonomii (1935). Starszy asystent w Zakładzie Ekonomii Politycznej u Stanisława Głąbińskiego na Wydziale Prawa UJK. Od 1933 w Młodzieży Wszechpolskiej. Następnie członek Stronnictwa Narodowego. W okresie II wojny światowej uczestnik obrony z Warszawy 1939. Po powrocie do Lwowa (23 września 1939) związał się z konspiracyjnym Stronnictwem Narodowym. 19 listopada 1939 dr Stanisław Skrzypek został aresztowany przez NKWD. Więziony był początkowo we Lwowie (do lutego 1940) a następnie w moskiewskiej Łubiance, od 22 grudnia 1944 w więzieniu na Butyrkach. W styczniu 1941 skazany na 10 lat obozu pracy. Przebywał w obozie Wiatłag w obwodzie kirowskim. Zwolniony w wyniku amnestii 2 września 1941. Następnie porucznik Armii Polskiej w ZSRR i w 2 Korpusie. 
W USA od 1951 roku. Doktorat z historii obronił na Fordham University w Nowym Jorku w 1955 pod kierunkiem Oskara Haleckiego (The Soviet elections in Eastern Poland, October 1939). Bibliotekarz w Polish Research Center przy polskim rządu emigracyjnym w Londynie. W latach 1951–1956 analityk we Free Europe Committee w Nowym Yorku. Od 1951–1955 mieszkał w Nowym Jorku, gdzie pracował w sekcji polskiej Wydziału Prasy i Publikacji Komitetu Wolna Europa. Od 1955 mieszkał w Waszyngtonie, gdzie początkowo pracował w redakcji "Głosu Ameryki". W latach 1956–1981 analityk United States Information Agency (USIA) w Waszyngtonie. Członek min.: Polskiego Instytutu Naukowego w Nowym Jorku (sekretarz generalny 1953–1955), Polish Veterans of World War II (prezes 1970–1972). Pierwszy redaktor "The Polish Review". Pod koniec życia mieszkał w Portland w stanie Maine.

## Wybrane publikacje
- Pojęcie kapitału w literaturze ekonomicznej, Lwów: nakładem Towarzystwa Naukowego 1939. Archiwum Towarzystwa Naukowego we Lwowie. Dział 2, t. 26, z. 1.
- The Problem of Eastern Galicia, London: Polish Association for the South-Eastern Provinces 1948.
- Rosja jaką widziałem. Wspomnienia z lat 1939-1942, Newtown: Montgomeryshire 1949.
- Ukraiński program państwowy na tle rzeczywistości, Londyn: Nakładem Związku Ziem Południowo-Wschodnich Rzeczypospolitej Polskiej 1948 (wyd.2 Londyn: Koło Lwowian 1967).
- Sprawa ukraińska, Londyn: nakładem Stronnictwa Narodowego 1953. Seria: Studium Polityczne Stronnictwa Narodowego, z.4.
- The Soviet elections in Eastern Poland, October 1939, New York 1955.
- Kredyt w gospodarce socjalistycznej, Warszawa: Wojskowa Akademia Polityczna 1987.
- We Lwowie pod okupacją sowiecką [w:] Lwowskie pod okupacją sowiecką (1939-1941), wstęp i red. Tomasz Bereza, Rzeszów: Instytut Pamięci Narodowej - Komisja Ścigania Zbrodni przeciwko Narodowi Polskiemu 2006, s. 172-191.